# Académie Julian

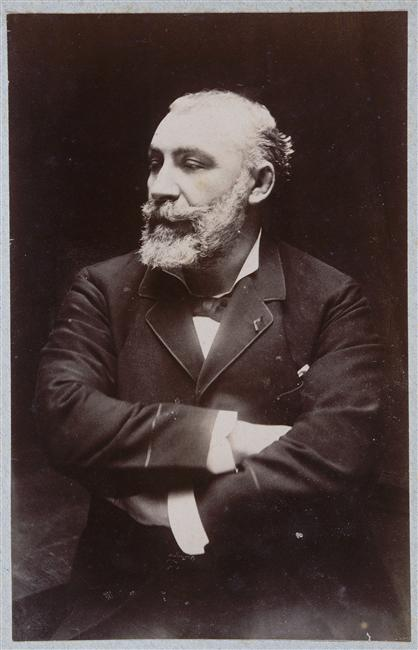
Rodolphe Julian (1839–1907), grundare av Académie Julian.

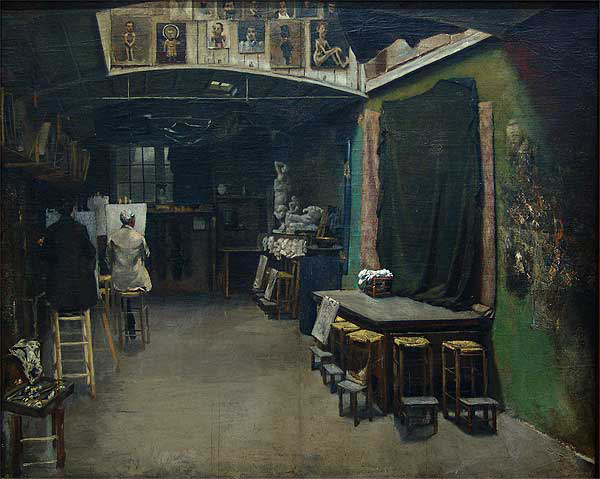
Académie Julian, målning av Pedro Weingärtner, troligen 1870-talet.

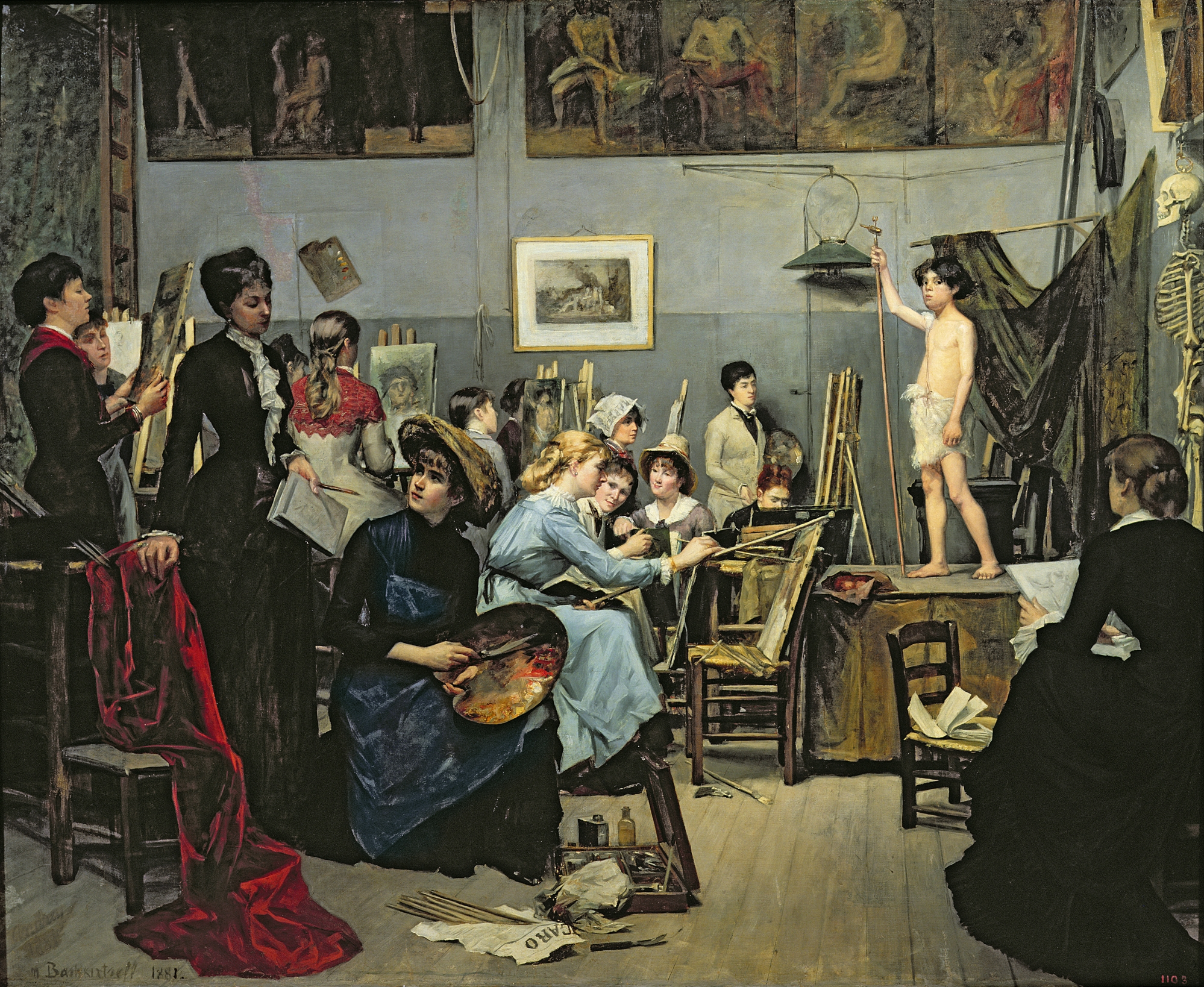
Målning av skolans elev Marie Bashkirtseff.

Académie Julian var en privat konstskola i Paris.
Académie Julian grundades 1868 av målaren Rodolphe Julian (1839–1907) som ett privat alternativ till den statligt understödda École des Beaux-Arts, som inte tillät kvinnliga studenter. Skolan hade adressen 27, Galerie Montmartre, numera Passage des Panoramas, i 2:a arrondissementet.
Tillsammans med den 1870 startade Académie Colarossi drog Académie Julian till sig många utländska studenter, bland dem ett stort antal från Sverige. Filialer till skolan öppnades 1880 på 51 rue Vivienne, och senare ytterligare två, en på 31 rue du Dragon i 6:e arrondissementet, och en på 5 rue de Berri i 8:e arrondissementet, som kallades "Atelier des Dames", här tilläts män stå modeller, i underkläder. Några av skolans elever kom att bilda den avantgardistiska konstnärsgruppen Les Nabis.
Académie Julian slogs samman med École supérieure de design, d'art graphique et d’architecture intérieure-Penninghen (ESAG Penninghen) 1968.
Bland lärarna på Académie Julian kan nämnas Jules Lefebvre, Tony Robert-Fleury, William Bouguereau och	Henri Gervex.

## Urval av elever vid Académie Julian
- Cyrus Edwin Dallin
- Anna Nordgren
- Anna Nordlander
- Anna Boberg
- Vilhelmina Carlson-Bredberg
- Baengt Dimming
- Magnus Enckell
- Ellen Favorin
- August Franzén
- Akseli Gallen-Kallela
- Pekka Halonen
- Eero Järnefelt
- Ellen Jolin
- Amélie Lundahl
- Amélie Beaury-Saurel
- Evert Lundquist
- Kay Nielsen
- Jenny Nyström
- Wilhelm Rasmussen
- Hanna Rönnberg
- Amanda Sidvall
- Wilhelm Smith
- Robert Thegerström
- Louis Sparre
- Gunnar Utsond
- Gustaf Theodor Wallén
- Carl Wilhelmson
- William Blair Bruce
- Marie Bashkirtseff

## Fotogalleri

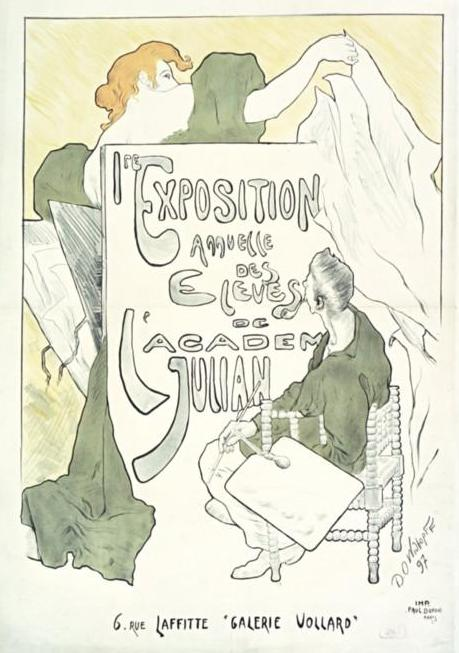
Affisch för den första årliga elevutställningen 1897 av David  Widhopff.
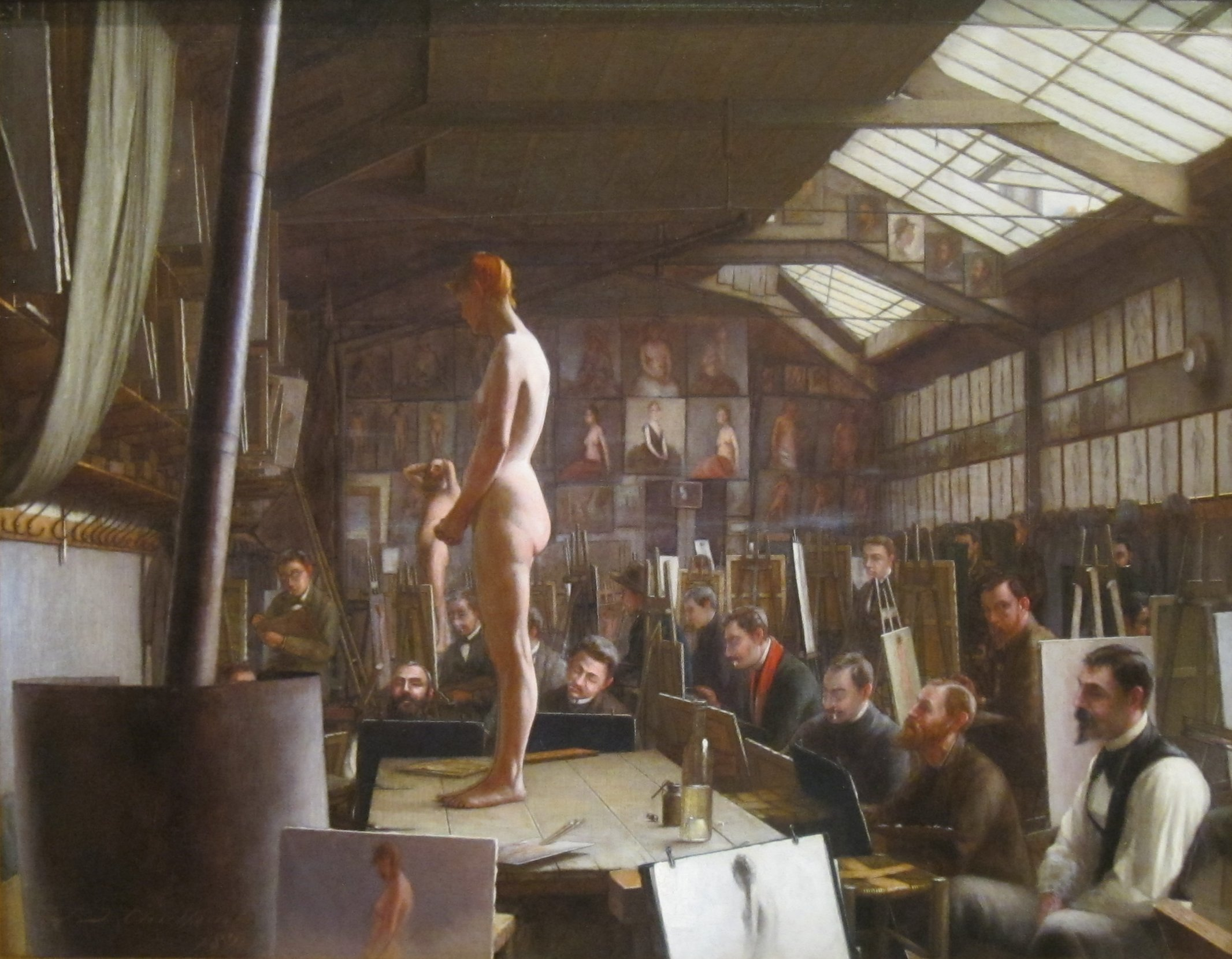
William Bouguereaus ateljé vid Académie Julian, målning av Jefferson David Chalfant.
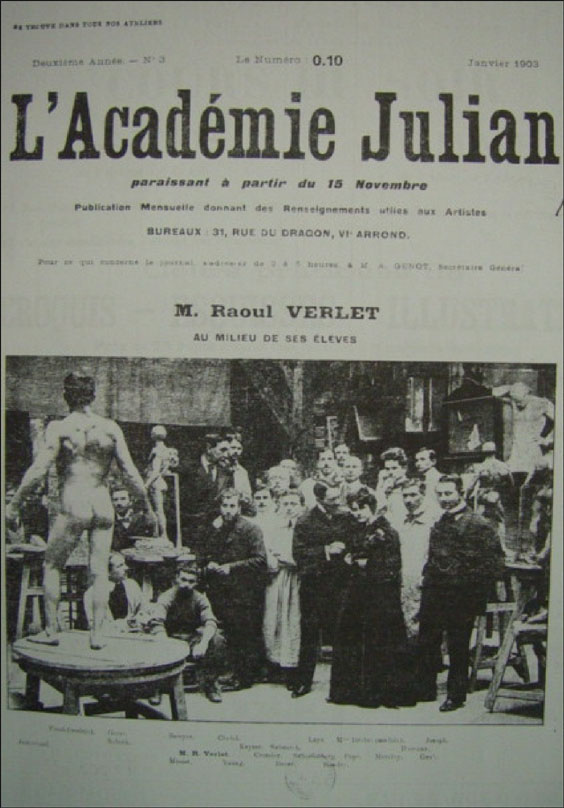
Omslag till tidskrift nr 3, januari 1903.
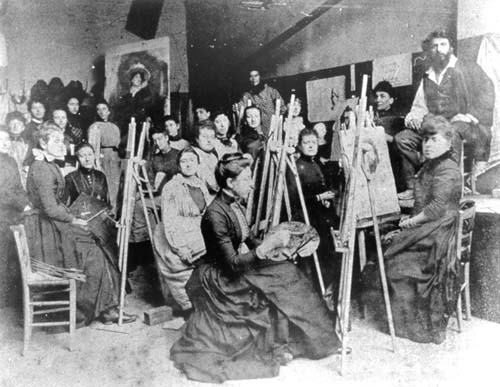
Kvinnoklass på Académie Julian 1889.
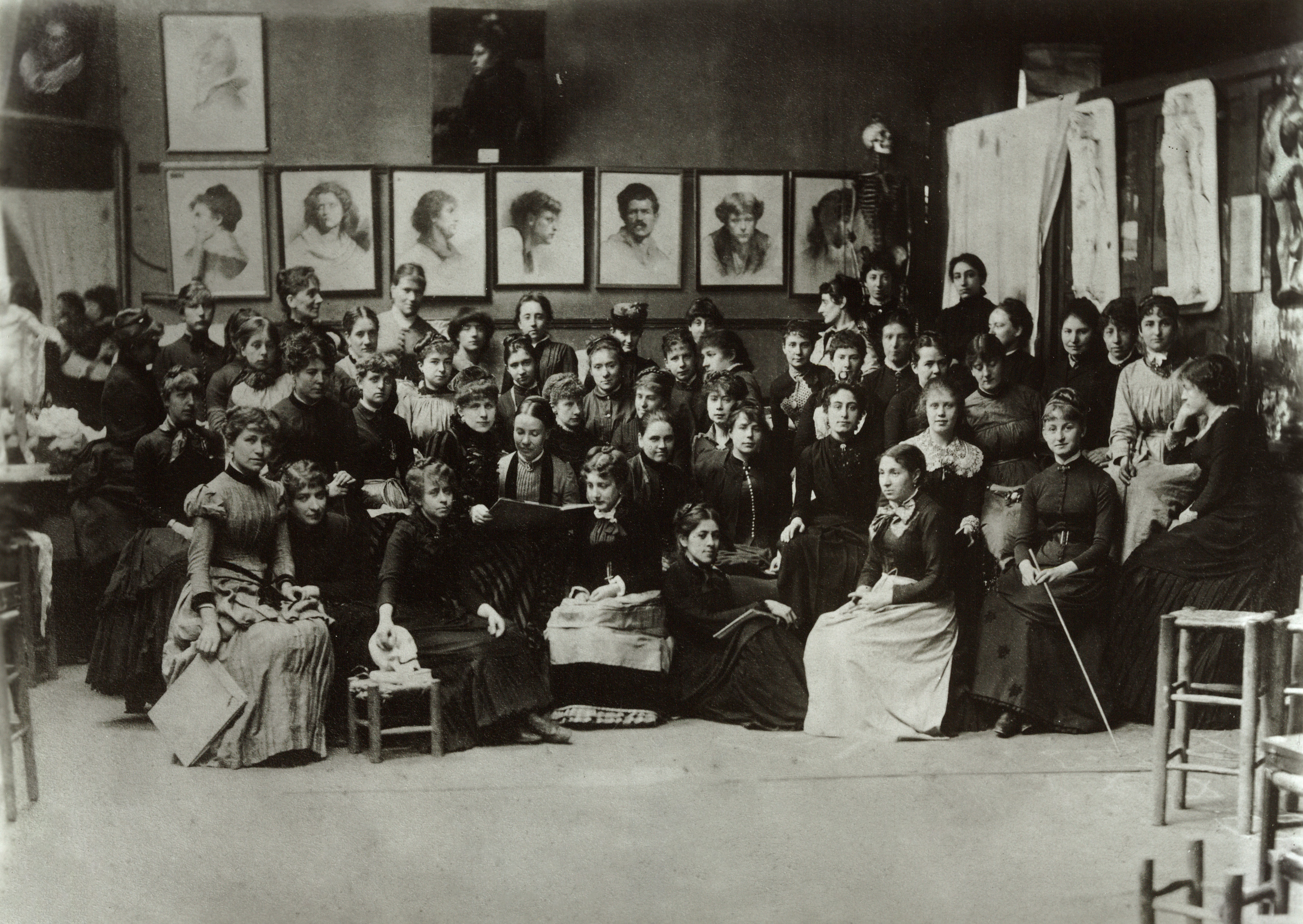
Kvinnliga elever vid Académie Julian.
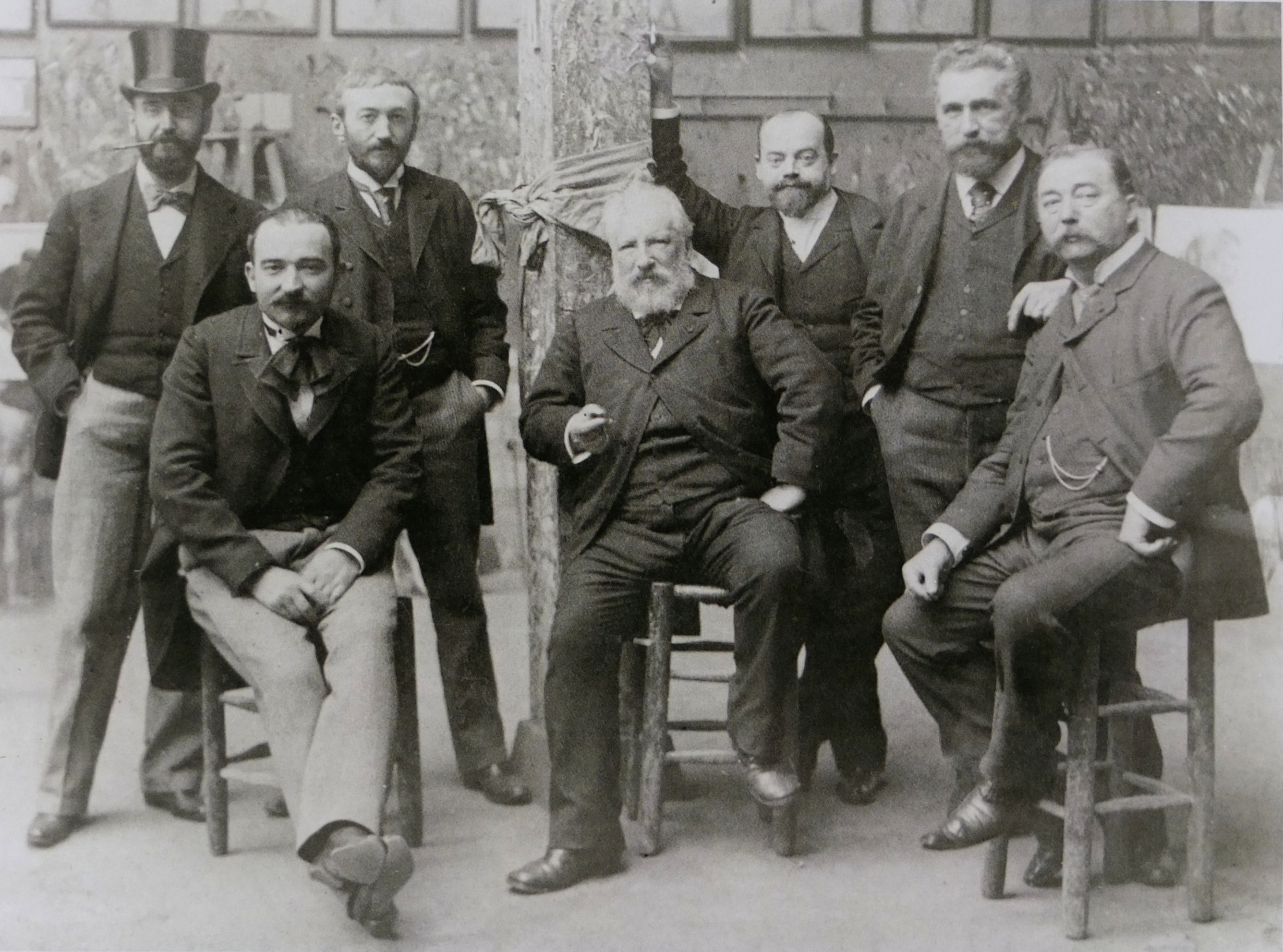
Professorerna vid Académie Julian ca 1892.